# Lena Hallin
Ann Lena Hallin, född Larsson den 26 mars 1961 i Johannebergs församling i Göteborg, är en svensk militär (generalmajor). Hon blev 2013 Sveriges andra kvinnliga general, och från 2019 Sveriges första kvinnliga generalmajor i generalitetet.

## Biografi
Hallin gjorde sin värnplikt vid Upplands flygflottilj och Skånska flygflottiljen 1980 med inriktning på stridsledning och luftbevakning. Hon avlade officersexamen vid Krigsflygskolan 1983 och utnämndes samma år till fänrik vid Jämtlands flygflottilj, där hon tjänstgjorde under 1980- och 1990-talen. Hon befordrades till löjtnant 1985 och till major 1993. Hon tjänstgjorde senare på olika förband och skolor samt i Högkvarteret. Hon har också haft civila anställningar som personalchef och förvaltningschef i Östersunds kommun. Åren 2004–2006 var Hallin den sista flottiljchefen samt chef för avvecklingsorganisation för Jämtlands flygflottilj. Åren 2007–2010 var hon Sveriges första kvinnliga förbandschef vid Ledningsregementet.
Hallin var försvarsattaché vid ambassaden i London 2011–2013. Hon utnämndes 2013 till brigadgeneral och ledningssystemchef i Försvarsmakten. Hon blev därmed också Sveriges första kvinnliga general utanför det försvarsmedicinska området. Fram till 2019 tjänstgjorde Hallin som militär rådgivare vid Utrikesdepartementet. Hon var ställföreträdande chef för Militära underrättelse- och säkerhetstjänsten (MUST) från den 1 oktober 2018 till den 30 april 2019. Hallin befordrades till generalmajor 2019 och var chef för MUST från den 1 maj 2019 till den 30 april 2023, då hon pensionerades.
Hallin invaldes som ledamot av Kungliga Krigsvetenskapsakademien 2023.
Hon gifte sig 1984 med Terje Hallin (född 1958) och tillsammans har de tre barn.

### Utmärkelser
- För nit och redlighet i rikets tjänst
- Försvarsmaktens värnpliktsmedalj
- Jämtlands flygflottiljs förtjänstmedalj
- Ledningsregementets förtjänstmedalj
- Katangakorset, FN-veteranerna Kongos hedersnål[16]

### Galleri

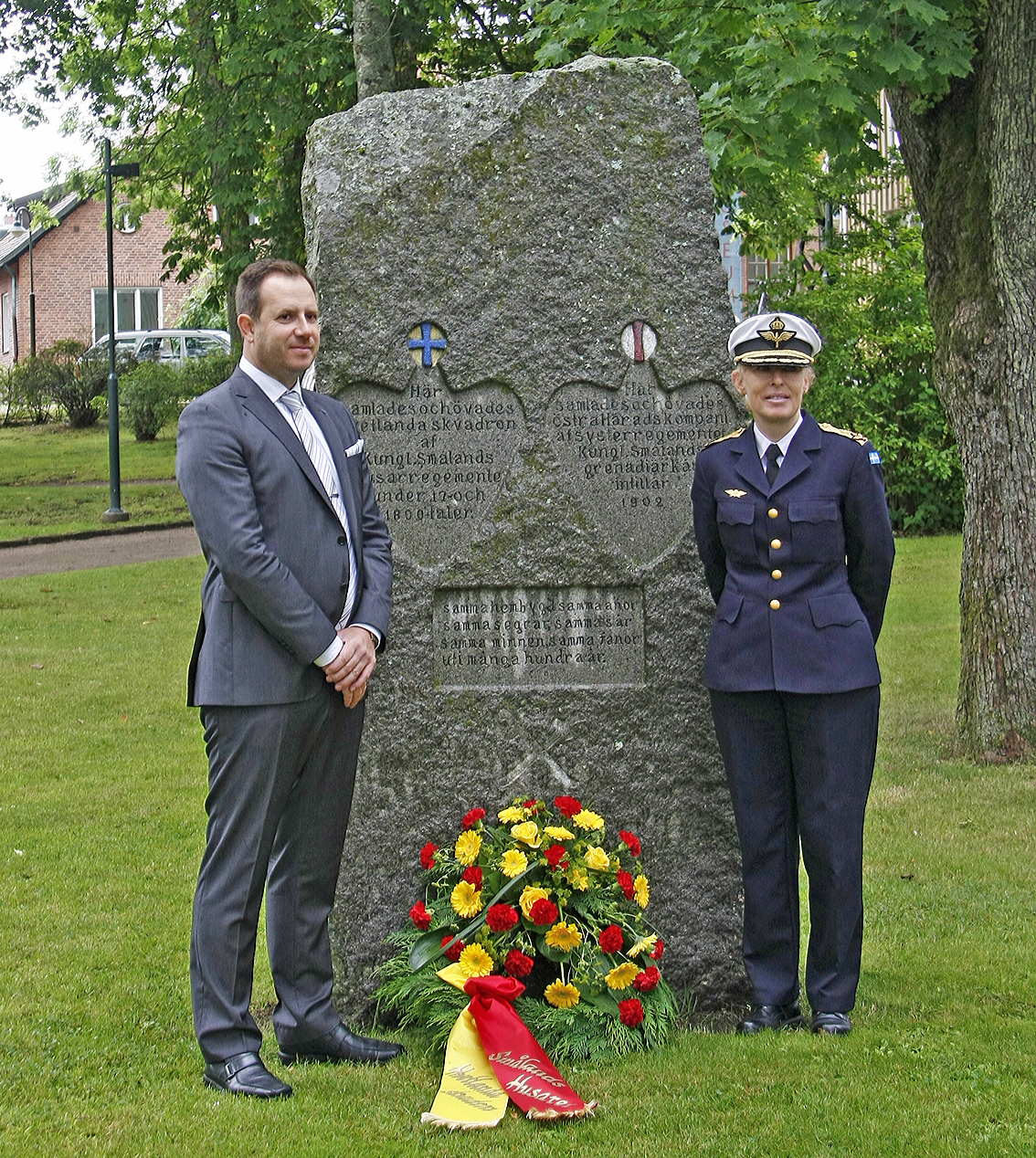
Kommunalrådet Henrik Tvarnö och brigadgeneral Lena Hallin efter kransnedläggning vid Hvetlanda skvadrons minnessten den 5 september 2015.
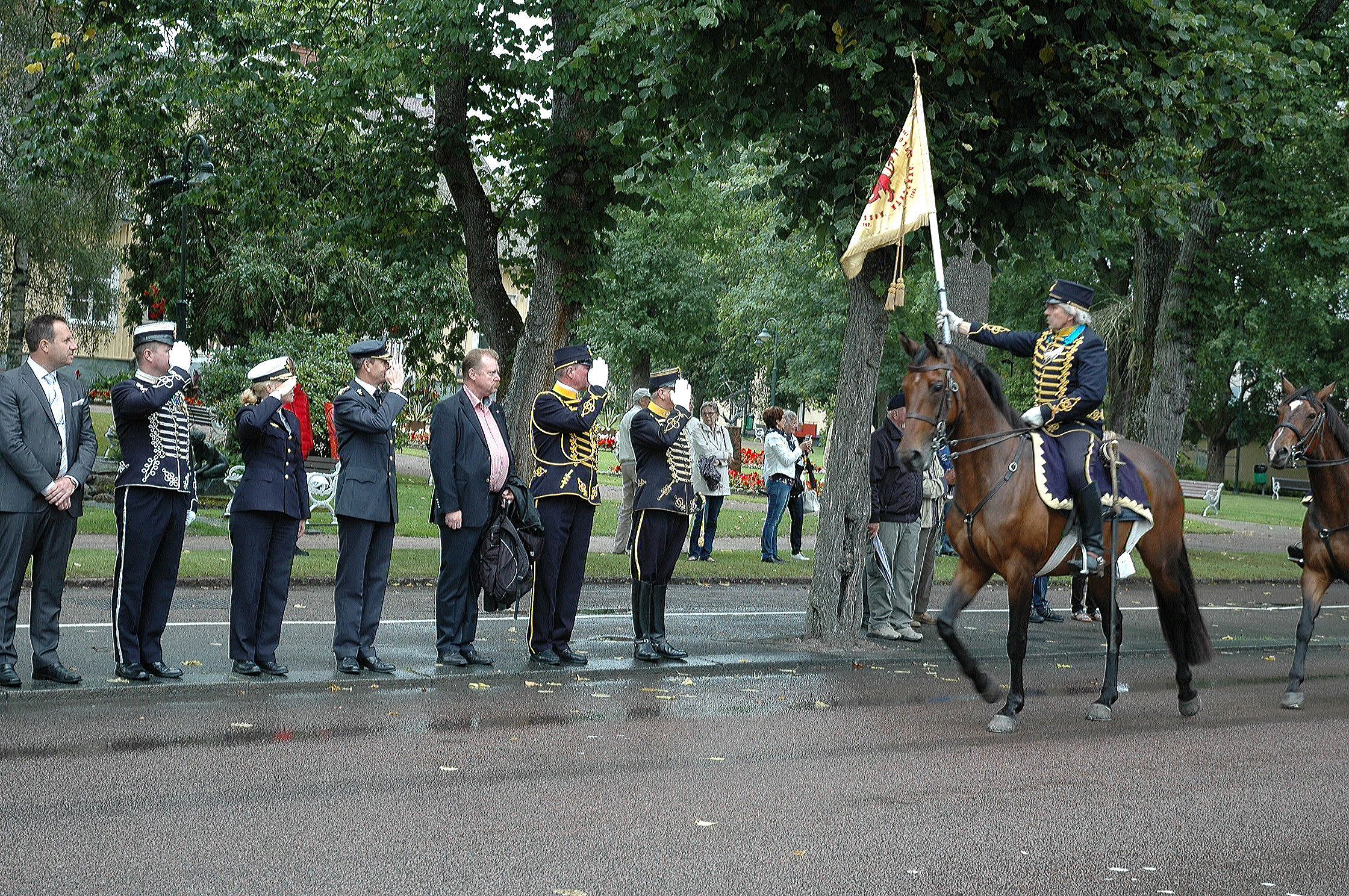
Hvetlanda skvadrons förbimarsch för brigadgeneral Lena Hallin vid generalinspektion i Vetlanda den 5 september 2015.
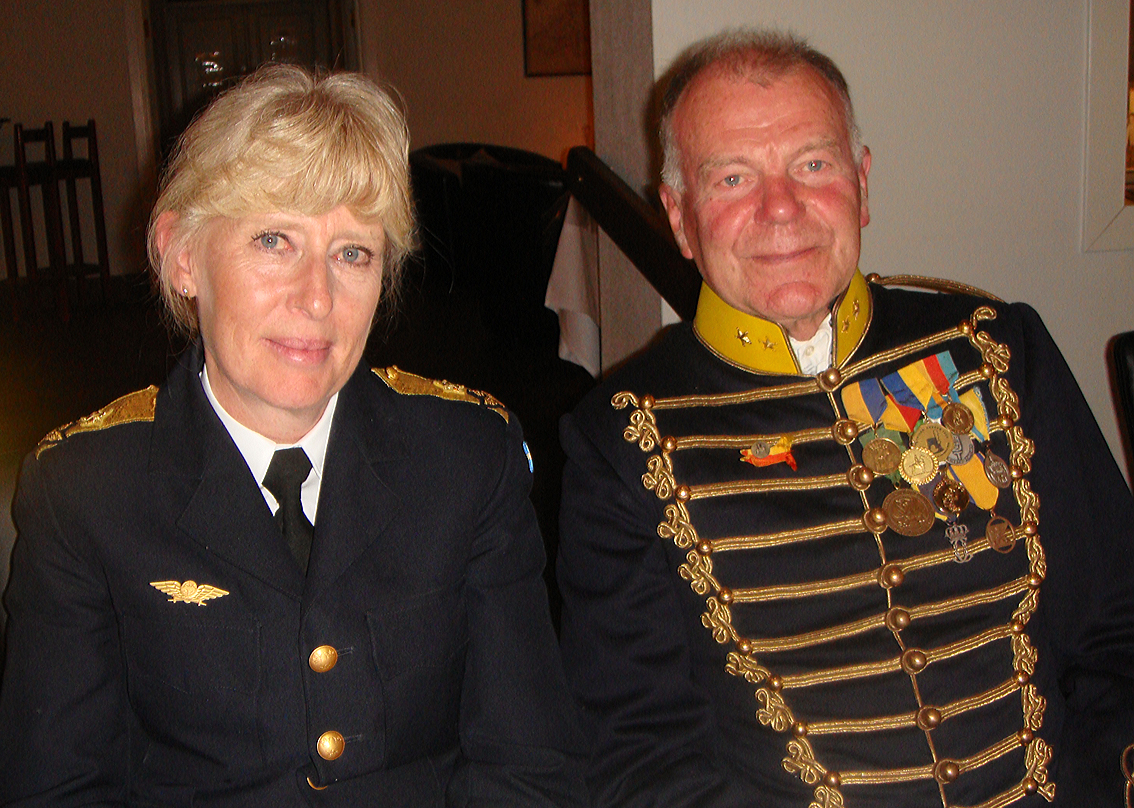
Brigadgeneral Lena Hallin och chefen för Hvetlanda skvadron Anders Andersson den 5 september 2015.